# Сороко, Лев Маркович
Лев Ма́ркович Соро́ко (15 октября 1923, Егорьевск — 4 сентября 2009, Дубна) — российский и советский учёный, физик-экспериментатор, доктор физико-математических наук (2002).

## Биография
Лев Маркович Сороко родился 15 октября 1923 года в подмосковном Егорьевске. После окончания школы № 90 был в июле 1941 года как отличник принят на мехмат МГУ, но уже в августе 1941 года его призвали в армию — в роту писарских учеников при Наркомате обороны СССР. В сентябре 1941 года его направили в Златоуст для поступления в военное училище, однако по состоянию здоровья он был определён в строительный батальон. Во время нахождения на Урале работал нормировщиком по строительству в УВС-32 Урал ОВСУ.
В 1943 году поступил в Московский механический институт боеприпасов (в январе 1945 года переименован в Московский механический институт, ММИ; с октября 1953 года — Московский инженерно-физический институт, МИФИ). В мае 1945 года перешёл на возглавляемый А. И. Лейпунским инженерно-физический факультет ММИ. Окончил ММИ в августе 1949 года. 15 марта 1949 года был зачислен в штат Гидротехнической лаборатории АН СССР (ГТЛ; в 1953 году была переименована в Институт ядерных проблем АН СССР, а в 1956 году на его базе был создан Объединённый институт ядерных исследований, ОИЯИ); в июле 1949 года переехал в Дубну, где и работал до последних дней своей жизни.
С 1956 года Л. М. Сороко — научный сотрудник Лаборатории ядерных проблем ОИЯИ (ЛЯП); здесь же, в ОИЯИ, он защитил в 1959 году диссертацию на соискание учёной степени кандидата физико-математических наук. Ещё в самом начале своей работы в ГТЛ Л. М. Сороко приступил к исследованиям по ядерной физике методом ядерной фотоэмульсии, позже освоил и метод импульсной радиоэлектроники. В 1957 году он создал первую в ЛЯП жидководородную дейтериевую мишень. Стал инициатором развёртывания работ по созданию на синхроциклотроне поляризованного пучка протонов, а это привело его позднее к исследованиям в области оптики, голографии и томографии (полученные результаты нашли отражение в опубликованной в 1971 году фундаментальной монографии «Основы голографии и когерентной оптики»).
В 2002 году защитил диссертацию на соискание учёной степени доктора физико-математических наук (тема — «Мезооптика и прямолинейные объекты в микроскопии»).
Был членом редколлегии журнала «Оптика» (Париж, 1959—1999), председателем Дубненского городского отделения Общества «Россия — Япония».
Скончался 4 сентября 2009 года в Дубне.

## Научная деятельность
Основные области научных интересов Л. М. Сороко: физика атомного ядра, изучение образования π-мезонов, исследование ядерных фотоэмульсий, импульсная электроника, гильберт-оптика, мезооптика, голография, оптическая томография, криогеника.
В 1970-е годы Л. М. Сороко заложил теоретические и экспериментальные основы мезооптики (результаты его работ в данной области изложены в монографии 1996 года «Meso-Optics: Foundations and Applications»). Им были изготовлены и опробованы модели быстродействующих микроскопов для поиска следов частиц в ядерной фотоэмульсии. В 1980 году он развил методы решения обратных задач, основанные на принципе максимума энтропии.
Автор 11 монографий (опубликованы в России, США, Германии и Сингапуре), свыше 220 научных работ и более 120 изобретений.

## Награды и премии
- Орден Дружбы (2000) — за заслуги перед государством, многолетний добросовестный труд и большой вклад в укрепление дружбы и сотрудничества между народами[11]
- Сталинская премия (1953)[2]
- « Общественный почётный изобретатель ОИЯИ»[1]

## Публикации

### Отдельные издания
- Смородинский Я. А., Сороко Л. М. . Успехи голографии: Интерференция, голография, когерентность. — М.: Знание, 1970. — 48 с. — (Новое в жизни, науке, технике. Серия «Физика, астрономия». 1970, вып. 5).
- Сороко Л. М. . Основы голографии и когерентной оптики. — М.: Наука, 1971. — 616 с.
- Soroko L. M. . Holography and Coherent Optics / Translated from the Russian by A. Tybulewicz. — New York: Plenum Press, 1980. — xvi + 818 p. — ISBN 0-306-40101-0.
- Сороко Л. М. . Мультиплексные системы измерений в физике. — М.: Атомиздат, 1980. — 118 с.
- Сороко Л. М. . Гильберт-оптика. — М.: Наука, 1981. — 159 с.
- Сороко Л. М. . Оптика, голография и мезооптика в пузырьковой камере вершинного детектора // Сообщение ОИЯИ Д1-82-642. — Дубна: ОИЯИ, 1982.
- Сороко Л. М. . Интроскопия. — М.: Энергоатомиздат, 1983. — 126 с.
- Сороко Л. М. . Интроскопия на основе ядерного магнитного резонанса. — М.: Энергоатомиздат, 1986. — 169 с.
- Soroko L. M. . Meso-Optics: Foundations & Applications. — Singapore: World Scientific Publishing Company, 1996. — xxii + 403 p. — ISBN 0-444-87425-9.

### Некоторые статьи
- Сороко Л. М.  Голография и интерференционная обработка информации // Успехи физических наук. — 1966. — Т. 90, № 9. — С. 3-46.
- Сороко Л. М., Плис Ю. А.  Современное состояние физики и техники получения пучков поляризованных частиц // Успехи физических наук. — 1972. — Т. 107, № 6.
- Сороко Л. М.  Применение голографии в физике высоких энергий // Физика элементарных частиц и атомного ядра. — 1972. — Т. 3, вып. 3.
- Сороко Л. М.  Функции Уолша в физике и технике // Успехи физических наук. — 1973. — Т. 111, № 11. — С. 561-563.
- Сороко Л. М.  Секвентный анализ в технике и физике // Успехи физических наук. — 1979. — Т. 129, № 10.
- Сороко Л. М.  Приборы с переносом заряда и их применение в физике // Физика элементарных частиц и атомного ядра. — 1979. — Т. 10, вып. 5.
- Ацаркин В. А., Скроцкий Г. В., Сороко Л. М., Федин Э. И.  ЯМР-интроскопия // Успехи физических наук. — 1981. — Т. 135, № 10.
- Сороко Л. М.  Принцип максимума энтропии и его применение для решения обратных задач // Физика элементарных частиц и атомного ядра. — 1981. — Т. 12, вып. 3.
- Сороко Л. М.  Многоимпульсная спектроскопия ядерного магнитного резонанса // Успехи физических наук. — 1988. — Т. 156, № 12.
- Soroko L. M. . Axicons and Meso-Optical Imaging Devices // Progress in Optics. Vol. XXVII / Ed. by E. Wolf. — Amsterdam: North-Holland, 1989. — xix + 419 p. — ISBN 0-444-87425-9. — P. 109—160. — doi:10.1016/S0079-6638(08)70085-4.
- Сороко Л. М.  Мезооптика и методика трековых детекторов // Физика элементарных частиц и атомного ядра. — 1989. — Т. 20, вып. 1. — С. 155—197.
- Батусов Ю. А., Сороко Л. М.  История зарождения мезооптики // Физика элементарных частиц и атомного ядра. — 2009. — Т. 40, вып. 2. — С. 457—495.

### Изобретения
- Сороко Л. М., Суетин В. А.  Авторское свидетельство СССР № 960719 // Бюллетень ОИПОТЭ. — 1982. — № 35. — С. 182.